# Buprestis splendens
Buprestis splendens es un coleóptero de tamaño grande (14-19 cm) de color verde metálico, presentando los bordes elitrales y la sutura de color rojo cobrizo, careciendo por completo de coloraciones amarillentas. El pronoto es más estrecho que la base elitral y tiene una ornamentación muy marcada. Los élitros presentan cuatro costillas poco salientes, y a veces la tercera es poco manifiesta; las interesarías(?) son anchas, planas y están densamente puntuadas. El dimorfismo sexual es prácticamente nulo.

## Distribución
Buprestis splendens se encuentra discontinuamente distribuido por Europa. No sobrepasa el Cáucaso ni los Urales y no se ha citado ni en Francia, ni en Suiza ni en las islas mediterráneas, por lo que se trata de una especie relíctica del Terciario muy rara y esporádica. En España sólo se han citado tres localizaciones en las provincias de Granada, Cádiz y Cuenca, aunque todas ellas anteriores a 1970. Algunos autores opinan que las capturas españolas corresponden a la especie Buprestis purulenta L., 1767, de distribución Neártica y que fue introducida accidentalmente en maderas de embalaje.

## Hábitat y biología
Es una especie que se desarrolla en madera de coníferas y en especial de diferentes especies de Pinus europeos (P. sylvestris, P. nigra laricius, P. pinea, etc.). Las larvas se desarrollan en la madera de las coníferas anteriormente citadas, aunque también se han encontrado en Larix decidua y Pinus leucodermis. Utilizan para su desarrollo árboles debilitados o enfermos, ya que esta especie prefiere para su desarrollo madera muerta o casi muerta, descortezada. No se conocen los primeros estadios larvarios ni la duración del ciclo biológico, aunque debido a que trata de una especie relativamente grande y a que vive en ambientes fríos, permite suponer que presenta un ciclo biológico largo (de más de un año). 
Se ha observado que los adultos vuelan sobre la parte alta de los pinos, zona en la que las hembras hacen la puesta, aunque también la hacen en la madera muerta. Las hembras prefieren realizar la puesta en madera muy seca, por lo cual la extracción del bosque de este tipo de material puede perjudicar, tanto la supervivencia de esta especie como la de otros saproxilófagos.
Las fechas de captura de los pocos adultos que se conocen en la península ibérica indican que vuelan en la primavera, aunque resulta imposible establecer su fenología al tratarse de una especie muy rara y esporádica.

## Estado de conservación
El principal enemigo para la conservación de esta especie es la destrucción de su hábitat a causa de los incendios y de las deforestaciones. Por lo tanto la conservación de la especie dependerá de la conservación y del manejo de los bosques. La retirada troncos y ramas viejas de árboles muertos puede provocar un grave impacto sobre las poblaciones de esta especie y este hecho puede repercutir en la conservación de la misma.
Se encuentra en los libros rojos Mundial y Nacional: Mundial: Convenio de Berna como “especie estrictamente protegida”. Nacional: como especie vulnerable en el Libro Rojo de los Invertebrados de España.

## Galería
|  |
|  |